# Бета Южной Гидры
Бета Южной Гидры (β Южной Гидры, лат. Beta Hydri) — звезда в созвездии Южной Гидры. Находится на расстоянии около 24,4 световых лет от Солнца. Звезда принадлежит движущейся группе звёзд ζ Геркулеса.

## Характеристики
β Южной Гидры относится к категории жёлтых субгигантов. Масса и диаметр звезды составляют 1,1 и 1,46 солнечных соответственно. Светимость звезды превосходит солнечную в 3,53 раза. Согласно данным, полученным орбитальным телескопом Hipparcos, возраст звезды не превышает 6,7 млрд лет. Астрономы также обнаружили, что звезда производит звуковые волны с периодичностью 17 минут (для сравнения: Солнце производит подобные волны с периодичностью 5 минут).

## Ближайшее окружение звезды
Следующие звёздные системы находятся на расстоянии в пределах 10 световых лет от системы β Южной Гидры:
| Звезда     | Спектральный класс | Расстояние, св. лет |
| L 49-19    | K0 V               | 4,5                 |
| CD-68 47   | K0 V               | 5,1                 |
| L 119-44   | M V                | 6,1                 |
| ζ Тукана   | F8-G0 V/?          | 6,7                 |
| CD-76 1182 | M V                | 8,7                 |
| HIP 31292  | ?                  | 9,2                 |
| δ Павлина  | G5-8 V-IV          | 9,3                 |
| HIP 31293  | ?                  | 9,9                 |
| p Эридана  | K0-2 V/K3-5 V/?    | 10,0                |